# Leon ter Wielen
Leon ter Wielen (* 31. August 1988 in Raalte, Overijssel) ist ein niederländischer Fußballtorhüter, der seit 2014 in der Eerste Divisie bei Achilles ’29 unter Vertrag steht.

## Karriere
Ter Wielen wuchs in Ommen, halbwegs zwischen Zwolle und der deutschen Grenze gelegen, auf. Mit dem Fußballspielen begann er beim örtlichen Verein OZC in der F-Jugend. Ab der C-Jugend spielte er bei ROHDA Raalte und durchlief dort die gesamten Jugendmannschaften. Mit 17 Jahren hütete er erstmals das Tor der ersten Mannschaft der Raalter. Obwohl ter Wielen nicht Stammtorhüter seines Teams war, wurde der FC Groningen auf ihn aufmerksam, der ihn 2006 als Amateur verpflichtete. Er spielte zunächst in der A-Jugend und in der zweiten Mannschaft, Jong FC Groningen. Als Reservetorwart für den Eredivisie-Kader saß er in der Saison 2009/10 erstmals am 8. August 2009 und insgesamt neunmal in der Liga auf der Ersatzbank, einen Einsatz konnte er nicht verzeichnen.
Im Februar 2010 wurde ter Wielen an BV Veendam in die zweite Liga, die Eerste divisie, verliehen. Doch auch in Veendam kam er nicht zum Einsatz in der ersten Mannschaft. Zur Saison 2010/11 wechselte er zum FC Zwolle, bei dem ter Wielens Warten auf den ersten Profieinsatz im Oktober 2011 endete. Der 2:1-Sieg gegen Sparta Rotterdam war eins von drei Spielen, in denen er in dieser Zweitligasaison für seinen Klub auflief. In den folgenden Spielzeiten blieb er hinter Diederik Boer zweiter Mann auf der Nummer-eins-Position und kam in der Aufstiegssaison 2011/12 auf neun Einsätze. Nachdem der mittlerweile umbenannte PEC Zwolle 2013 den erfahrenen Kevin Begois verpflichtet hatte, absolvierte ter Wielen ein mehrwöchiges Probetraining bei Zweitligaaufsteiger Achilles ’29, blieb jedoch in Zwolle. Neben drei Ligaspielen war er in der Saison 2013/14 in der dritten Pokalrunde beim 4:0-Sieg gegen den Sechstligisten Wilhelmina ’08 aus Weert über 90 Minuten im Einsatz. Als 2014 Boy de Jong als dritter Torhüter zu PEC Zwolle kam, wechselte ter Wielen ein Jahr nach seinem Probetraining nach Groesbeek. Bei Achilles ’29 war der 1,95-Meter-Mann in der Saison 2014/15 nach seinem Debüt am 9. August 2014 gegen Jong PSV (die zweite Mannschaft des Ehrendivisionärs aus Eindhoven spielt ebenfalls zweitklassig) direkt Stammspieler; sein Vertrag wurde im März 2015 um ein Jahr verlängert. Bis Saisonende 2015 stand ter Wielen in allen Saisonspielen der zweiten Liga im Tor – lediglich das letzte Match durfte sein scheidender Ersatzmann Simon van Beers bestreiten.

## Stationen
Jugendvereine:
- OZC, ROHDA Raalte, FC Groningen

Senioren:
- FC Groningen (2006–2010, ohne Einsatz)
- BV Veendam (2010, ausgeliehen, ohne Einsatz)
- FC/PEC Zwolle (2010–2014, Eredivisie: 8 Einsätze; Eerste divisie: 12 Einsätze; Playoffs: 1 Einsatz; KNVB-Pokal: 1 Einsatz)
- Achilles ’29 (seit 2014, Eerste divisie: 37 Einsätze)

Stand: 1. Juli 2015

## Titel und Erfolge
- Meister der Eerste Divisie: 2011/12 (FC Zwolle)
- KNVB-Pokalsieger: 2013/14 (PEC Zwolle)